# Robert Arbuthnot

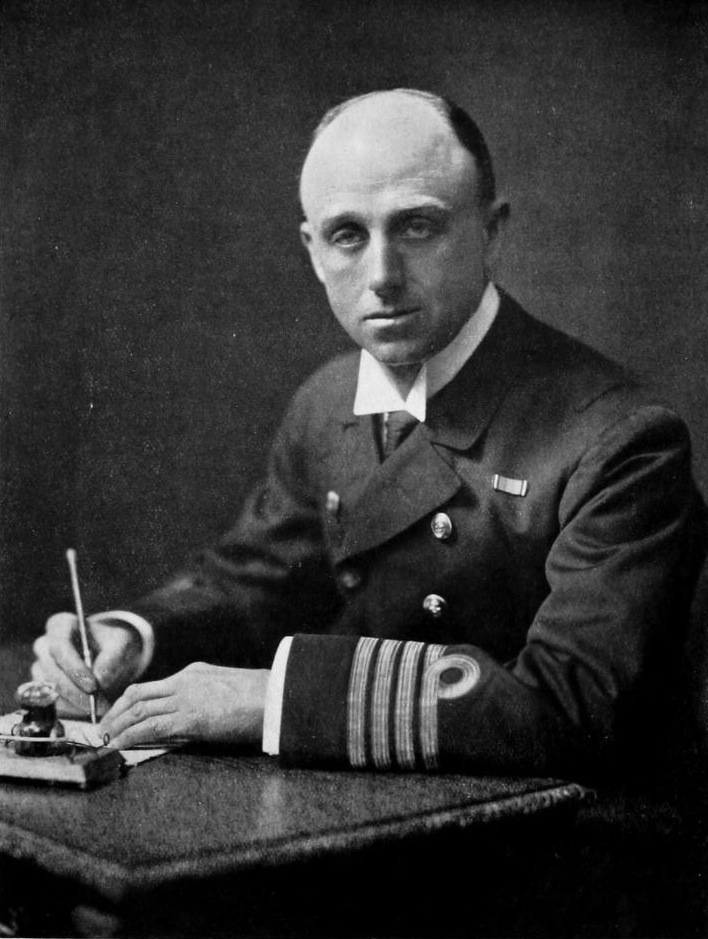
Sir Robert Arbuthnot, 4. Baronet

Sir Robert Keith Arbuthnot, 4. Baronet, KCB, MVO (* 23. März 1864 in Alderminster, Warwickshire; † 31. Mai 1916 in der Schlacht im Skagerrak), war ein britischer Marineoffizier während des Ersten Weltkriegs.

## Leben
Arbuthnot war der ältere Sohn von Sir William Wedderburn Arbuthnot, 3. Baronet (1831–1889), und Alice Margaret Tompson. Mit dem Tod seines Vaters am 5. Juni 1889 erbte er dessen 1823 geschaffenen Adelstitel Baronet, of Edinburgh. Neben seiner militärischen Karriere war er ein bekannter Sportler. Er spielte Rugby, war Boxer und gewann 1908 bei der Isle of Man TT mit seiner Einzylindermaschine den dritten Platz. Arbuthnot war seit 11. Dezember 1897 mit Lina MacLeay (1868–1935), der Tochter von Colonel Alexander Caldcleugh MacLeay, verheiratet. Sie hatten eine Tochter, Rosalind Desirée Arbuthnot (1906–1985).

## Militärische Karriere
Arbuthnot absolvierte eine Kadettenausbildung am Britannia Royal Naval College und trat 1877 als Midshipman in die Royal Navy ein. Er stieg 1883 zum Sub-Lieutenant, 1885 zum Lieutenant, 1897 zum Commander und 1902 zum Captain auf. Er wurde im November 1901 schwer verwundet, als eine 6-Zoll-Kanone, die zur Feier des Geburtstages des Königs vorbereitet wurde, an Bord des Schlachtschiffes Royal Sovereign explodierte und sechs Männer tötete. Eine Rede Arbuthnots vor der Auto-Cycle Union (ACU) mit antideutschen Anmerkungen führten 1910 zu diplomatischen Verwicklungen mit Deutschland. In der Folge war er zwischen 1911 und 1912 Aide-de-camp des Königs Georg V.  Arbuthnot wurde im Juli 1912 zum Rear-Admiral befördert. 1913 wurde er zum stellvertretenden Kommandeur des zweiten Schlachtgeschwaders ernannt.
Arbuthnot galt als mutig, aber nicht als strategisch begabt. Seine detailversessene Veröffentlichung A Battleship Commander's Order Book erregte teilweise sogar Belustigung in der Royal Navy. Beim Raid auf Scarborough, Hartlepool und Whitby im Dezember 1914 ließ er, weil er keinen offiziellen Befehl zum Feuern erhalten hatte, mehrere deutsche Zerstörer und leichte Kreuzer entkommen.
Arbuthnot wurde im Januar 1915 zum Kommandeur des 1. Kreuzergeschwaders ernannt. Sein Flaggschiff war der veraltete Panzerkreuzer Defence. In der Skagerrakschlacht am 31. Mai 1916 griff die Defence zusammen mit der Warrior, die ebenfalls zum 1. Kreuzer-Geschwader gehörte, den Kleinen Kreuzer Wiesbaden an, der schwer beschädigt und bewegungsunfähig zwischen den beiden feindlichen Flotten trieb. Arbuthnots Schiffe gerieten bei dem ungestümen Angriff, bei der die Defence beinahe mit der Lion kollidierte, unter konzentriertes Feuer der deutschen Großen Kreuzer Lützow und Derfflinger. Die Defence wurde um 18:15 Uhr versenkt. Alle 893 Mann der Besatzung (nach anderen Quellen: 903), unter ihnen Arbuthnot, kamen dabei ums Leben.
Da er keine männlichen Nachkommen hatte fiel sein Adelstitel bei seinem Tod an seinen jüngeren Bruder, Brigadier-General Dalrymple Arbuthnot (1867–1941).

## Orden und Ehrenzeichen
- Member des Royal Victorian Order, 1902
- Knight Commander des Order of the Bath, postum 1916